# St. Leonhard (Villach)

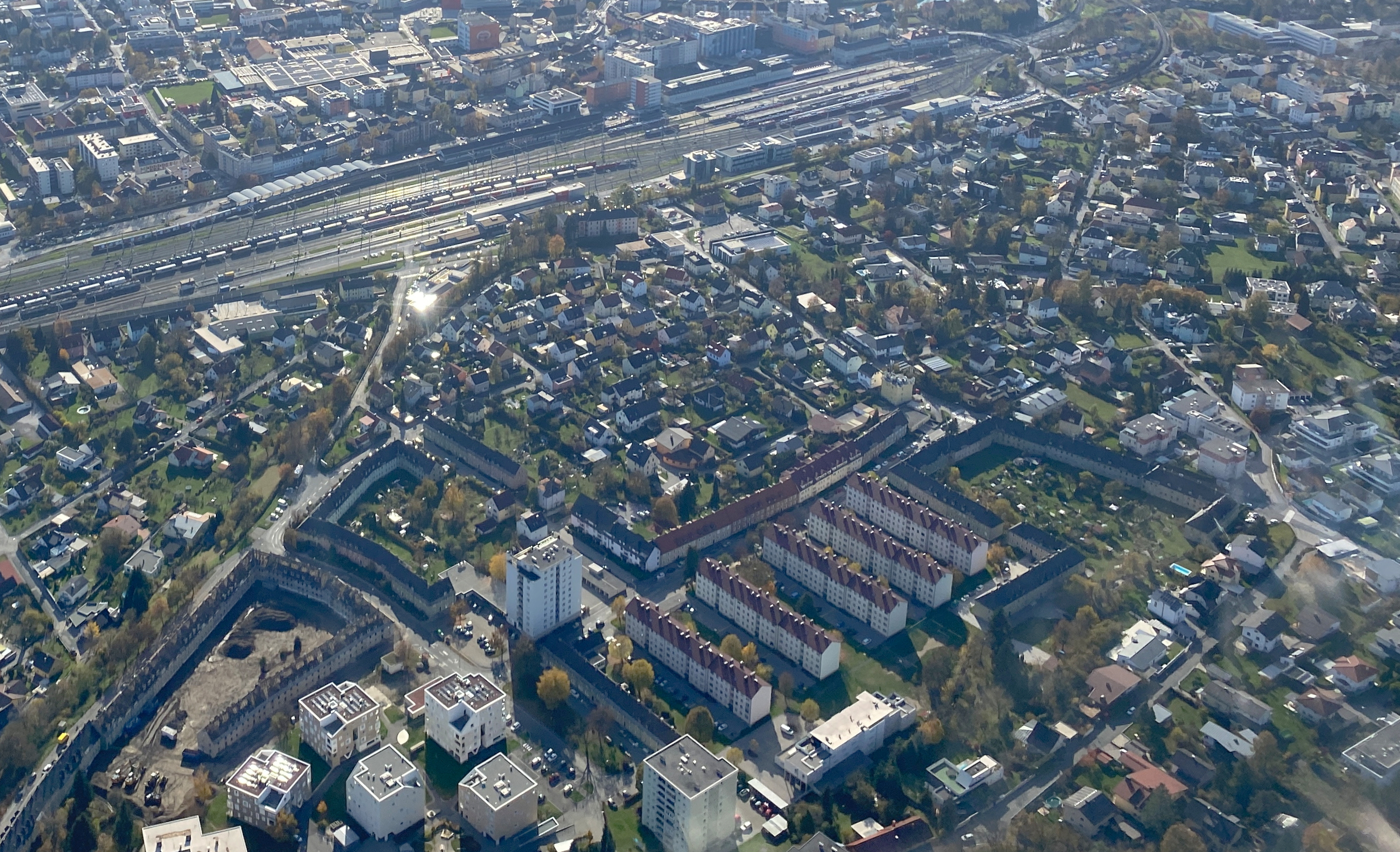
Luftbild von St. Leonhard

St. Leonhard ist ein Ortsteil von Villach in Kärnten, Österreich und liegt im Norden der Stadt in der Nähe von
Lind.

## Allgemeines

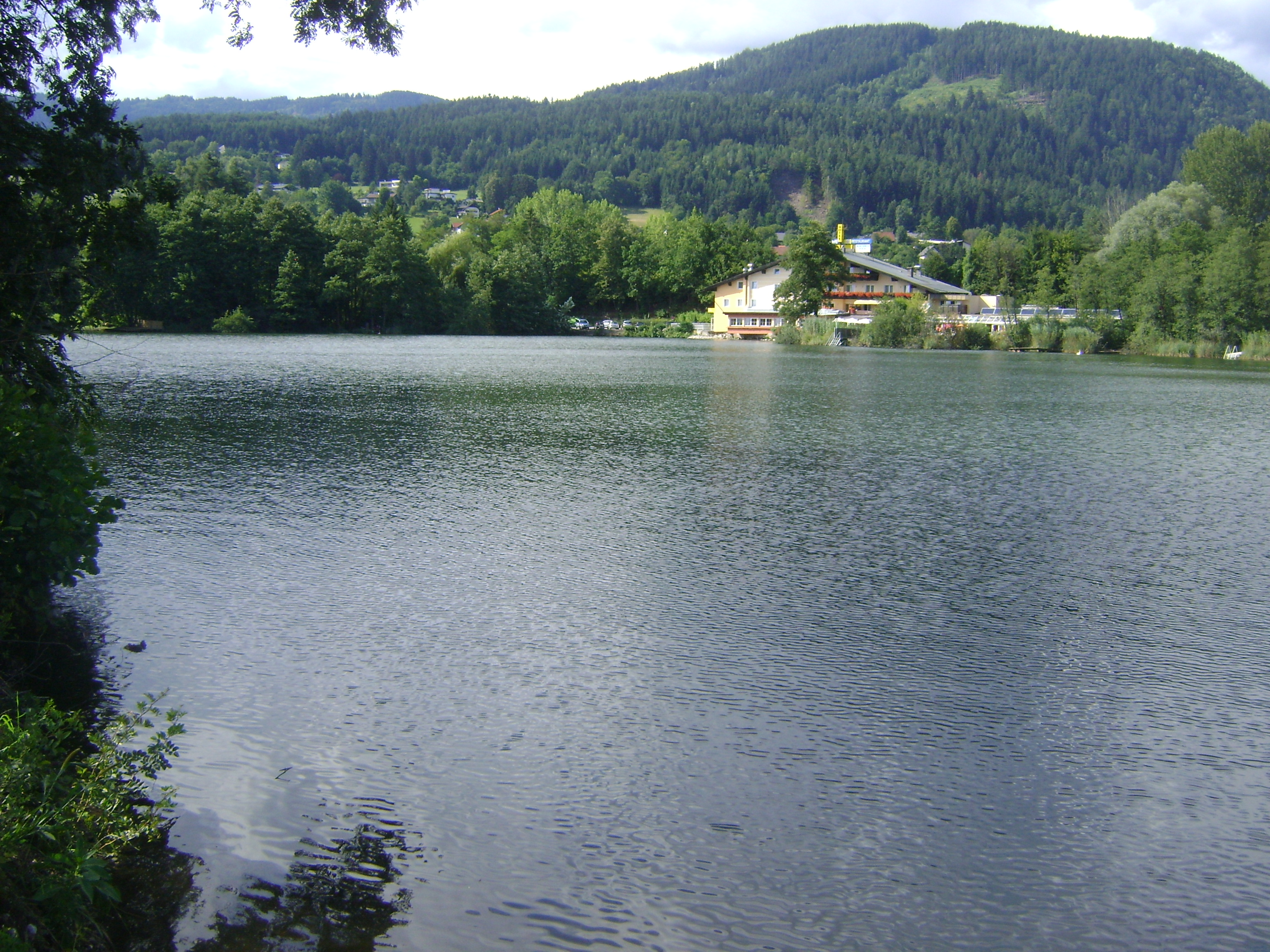
Leonharder See

Der Ort breitet sich zwischen Neulandskron im Osten, Villach-Innenstadt im Süden, Lind im Westen und Vassach im Norden aus. Das Gebiet ist flach und es liegt auf Terrassen. Die Terrassen fallen am jeweiligen Ende steil ab und sind ein typisches Kennzeichen der nördlichen Stadtteile Villachs.
Der St. Leonharder See, auch Leonharder See genannt, befindet sich im Nordosten des Ortsteiles.
Der Ort ist geprägt durch die sogenannte Neue Heimat. Ganze Straßen sind nach dem Zweiten Weltkrieg in den 1950er Jahren durch ein Wohnbauprojekt mit jeweils dreistöckigen Wohnhäusern versehen worden, die auch heute noch bewohnt sind. Diese Häuser stehen reihenhausartig direkt an den Straßen und haben innen einen Garten.
Im Ort gibt es einen kleinen Teich, den Petschnigteich.
Der St. Leonharder See ist ein kleiner See mit einem Restaurant Seestuben und einer Moonlightbar.

## Kirche St. Leonhard
Die Kirche St. Leonhard liegt mitten im Ort und wurde bereits mehrfach umgebaut.
Sie ist dem heiligen Leonhard geweiht. Die ehemalige spätgotische Kirche wurde erstmals 1399 urkundlich erwähnt. Nach einem großen Brand wurde die Kirche neu gebaut, dabei wurde das Gewölbe etwas tiefer gezogen. 1936 wurde die Kirche ein weiteres Mal renoviert. 1993 wurde die Kirche das letzte Mal umgebaut.

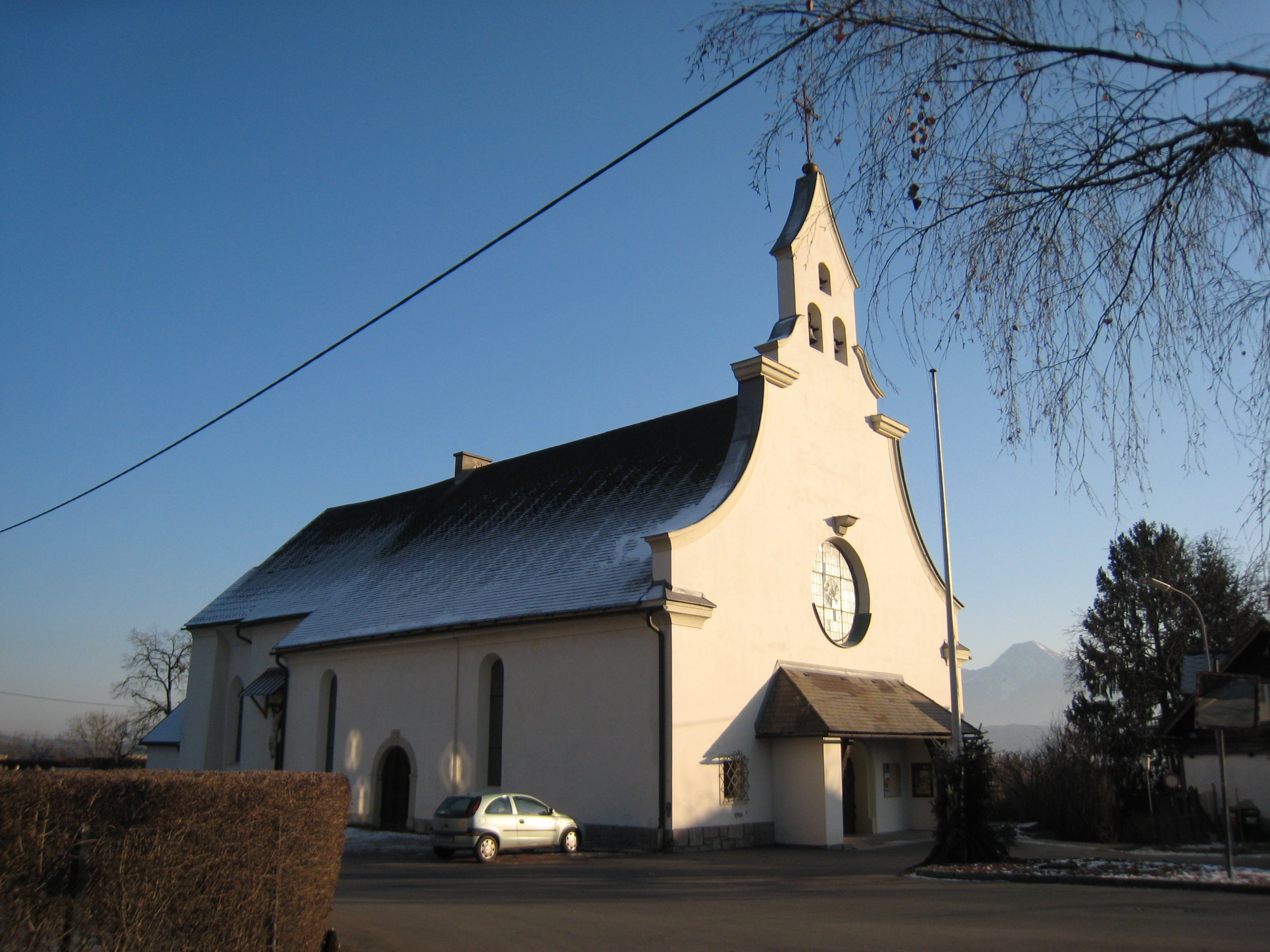
Pfarrkirche St. Leohnhard

Die Altäre bestehen aus einem Hochaltar und zwei Seitenaltären. 1945 wurde die Kirche schwer beschädigt und anschließend neu aufgebaut.

## Sonstiges
Im Ort befinden sich ein Kindergarten, zwei Supermärkte und ein Zentrum für Physio- und Psychotherapie.
Heute ist das Bild auch durch moderne Neubauten geprägt.